# Cryptocarya fulva
Cryptocarya fulva är en lagerväxtart som beskrevs av André Joseph Guillaume Henri Kostermans. Cryptocarya fulva ingår i släktet Cryptocarya och familjen lagerväxter. Inga underarter finns listade i Catalogue of Life.